# François Ozon
François Ozon (født 15. november 1967) er en fransk filminstruktør.
Han er blevet beskrevet som en filminstruktør fra den "nye" nye bølge.

## Udvalgt filmografi
- Ung og smuk (2013)
- Selv i de bedste hjem (2012)
- Trofæfruen (potiche) (2010)
- Angel (2007)
- 5x2 (2004)
- Swimming pool (2003)
- 8 kvinder (8 femmes) (2001)
- Under sandet (sous le sable) (2000)